# Flabellum marenzelleri
Espèce
Statut CITES
Flabellum marenzelleri est une espèce de coraux appartenant à la famille des Flabellidae.